# Марисултанов, Али Ибрагимович
Али́ Ибраги́мович Марисулта́нов (род. 6 июля 1956, Тургень, Алма-Атинская область) — советский и российский актёр и режиссёр, Заслуженный артист Чечено-Ингушской АССР, Народный артист Чеченской Республики (2008).

## Биография
Родился 6 июля 1956 года в селении Тугрень Казахской ССР, где семья находилась в депортации.
В 1973 году, сразу после окончания школы, начал работать во вспомогательной труппе Чечено-Ингушского драматического театра имени Х. Нурадилова. Марисултанов вспоминал:
Я ещё года два жил на сцене, до того любил театр и боялся, что если я уйду, меня обратно не пустят. Раиса Гичаева приносила мне кушать и всячески опекала меня. Благодарность к ней всегда живёт во мне... Ночью сторож театра, когда было холодно, укрывал меня своим тулупом, а рядом на табурете оставлял для меня половину своей еды. Утром, когда к 8 часам приходили актёры на репетицию, они говорили шёпотом, ходили на цыпочках, чтобы не разбудить меня, потому что знали, как поздно я засыпаю.
В 1975 году был призван в армию. Отслужив в армии, поступил в Воронежский государственный институт искусств. После окончания института вернулся в родной театр.
Им сыграно в театре более 120 ролей, значительная часть из которых — главные. В 1983 году за исполнение роли Калоя в спектакле «Из тьмы веков» режиссёра Мималта Солцаева по одноимённому произведению Идриса Базоркина ему было присвоено звание Заслуженного артиста Чечено-Ингушской АССР. По воспоминаниям Марисултанова, на премьере спектакля пришлось вызывать милицейский наряд: желающих попасть в зал было так много, что толпа сломала двери.
В 2008 году ему было присвоено звание Народного артиста Чеченской Республики.
В 2012 году окончил режиссёрский факультет Государственной академии культуры и искусств, мастерскую Народного артиста Российской Федерации, главного режиссёра Центрального академического театра Российской армии, профессора Бориса Морозова, затем аспирантуру при Академии Российской Федерации по подготовке работников искусства, культуры и туризма по программе «Режиссура драматического театра».
В 2012—2013 годах был художественным руководителем Грозненского русского драматического театра имени Лермонтова. Поставил на сцене театра имени Лермонтова спектакли «Предложение», «Шейх поневоле», «Дорогая сноха», «Рыцари кавказских гор», «Звезда Кавказа».
Был инициатором открытия кафедры актёрского мастерства на базе Чечено-Ингушского государственного университета. В настоящее время является преподавателем этой кафедры и её заведующим.

## Фильмография
- В семнадцать мальчишеских лет (1986);
- Когда отзовется эхо (1988);
- Партизаны;
- Выстрел из тьмы;
- Горец (1992).